# 노에미 르보브스키
노에미 르보프스키(Noémie Lvovsky, 프랑스어 발음: [lvɔfski], 1964년 12월 14일 ~ )는 프랑스의 영화 감독, 영화 각본가, 배우이다.

## 작품 목록

### 출연
- 킹스 앤 퀸 (2004)
- 코파카바나 (2010)
- 라폴로니드: 관용의 집 (2011)
- 까밀 리와인드 (2012) (감독, 각본)
- 페어웰, 마이 퀸 (2012)
- 쇼콜라 (2016) - 이본 역
- 윌리 더 퍼스트 (2016)
- 로살리 블룸 (2016)
- 엄마와 올빼미 (2017) (감독, 각본)
- 실화: 숨겨진 비밀 (2017) - 큐레이터 역
- 더 썸머 하우스 (2018) (감독, 각본)
- 원 네이션 (2018) - 솔랑주 역
- 잔 뒤 바리 (2023)

### 연출
- 까밀 리와인드 (2012) (각본, 주연)
- 엄마와 올빼미 (2017) (각본, 조연)
- 더 썸머 하우스 (2018) (각본, 주연)